# Liste der Kulturdenkmäler in Burgholz (Kirchhain)
Die folgende Liste enthält die in der Denkmaltopographie ausgewiesenen Kulturdenkmäler auf dem Gebiet des Ortsteils Burgholz der  Stadt Kirchhain, Landkreis Marburg-Biedenkopf, Hessen.
Hinweis: Die Reihenfolge der Denkmäler in dieser Liste orientiert sich an der Anschrift, alternativ ist sie auch nach der Bezeichnung oder der Bauzeit sortierbar.
Kulturdenkmäler werden fortlaufend im Denkmalverzeichnis des Landes Hessen durch das Landesamt für Denkmalpflege Hessen auf Basis des Hessischen Denkmalschutzgesetzes (HDSchG) geführt. Die Schutzwürdigkeit eines Kulturdenkmals hängt nicht von der Eintragung in das Denkmalverzeichnis des Landes Hessen oder der Veröffentlichung in der Denkmaltopographie ab.

Das Vorhandensein oder Fehlen eines Objekts in dieser Liste ist keine rechtsverbindliche Auskunft darüber, ob es Kulturdenkmal ist oder nicht: Diese Liste entspricht möglicherweise nicht dem aktuellen Stand der offiziellen Denkmaltopographie. Diese ist für Hessen in den entsprechenden Bänden der Denkmaltopographie Bundesrepublik Deutschland und im Internet unter DenkXweb – Kulturdenkmäler in Hessen einsehbar. Auch diese Quellen sind, obwohl sie durch das Landesamt für Denkmalpflege Hessen aktualisiert werden, nicht immer aktuell, da es im Denkmalbestand immer wieder Änderungen gibt.
Eine verbindliche Auskunft erteilt allein das Landesamt für Denkmalpflege Hessen.
Nutze diese Kartenansicht, um Koordinaten in der Liste zu setzen. In dieser Kartenansicht sind Kulturdenkmale ohne Koordinaten mit einem roten bzw. orangen Marker dargestellt und können in der Karte gesetzt werden. Kulturdenkmale ohne Bild sind mit einem blauen bzw. roten Marker gekennzeichnet, Kulturdenkmale mit Bild mit einem grünen bzw. orangen Marker.
| Bild                                         | Bezeichnung              | Lage                                             | Beschreibung | Bauzeit         | Daten |
| -------------------------------------------- | ------------------------ | ------------------------------------------------ | --- | --------------- | ----- |
| Vierseithof                                  | Vierseithof              | Burgweg 6 LageFlur: 1, Flurstück: 230/2          | | 1880–1899 (ca.) |       |
| Ev. Kirche St. Katharina                     | Ev. Kirche St. Katharina | Burgweg 10 LageFlur: 1, Flurstück: 43/7/43/1     | Klassizistischer Saalbau mit spätgotischem Kruzifix und Orgel aus den Jahren 1852–1854 von Carl Jakob Ziese | 1832–1834       |       |
| Hakenhof                                     | Hakenhof                 | Forsthausstraße 6 LageFlur: 7, Flurstück: 140/74 | Ehem. als Forsthaus errichtet | 1900–1920 (ca.) |       |
| Lindenplatz 1, rechte Seite                  | Wohnstallhaus            | Lindenplatz 1 LageFlur: 1, Flurstück: 16/2       | | 1750–1799 (ca.) |       |
| Fachwerkbau                                  | Fachwerkbau              | Lindenplatz 5 LageFlur: 1, Flurstück: 424/20     | | 1750–1799 (ca.) |       |
| Wohnhaus                                     | Wohnhaus                 | Lindenplatz 8 LageFlur: 1, Flurstück: 51/1       | Haustür von 1888, ehem. Auszugshaus | 1740–1760 (ca.) |       |
| Einhaushof                                   | Einhaushof               | Lindenplatz 10 LageFlur: 1, Flurstück: 51/1      | | 1700–1749 (ca.) |       |
| Dreiseithof                                  | Dreiseithof              | Lindenplatz 12 LageFlur: 1, Flurstück: 357/48    | Stallgebäude links sowie Scheune aus dem frühen 20. Jh. | 1700–1799 (ca.) |       |
| Bild gesucht BW                              | Zweiseithof              | Lindenplatz 13 LageFlur: 1, Flurstück: 491/29    | | 1840–1860 (ca.) |       |
| Zweiseithof                                  | Zweiseithof              | Wohratalstraße 3 LageFlur: 1, Flurstück: 76/1    | Stallteil im 19. Jh. errichtet | 1790–1799 (ca.) |       |
| Streckhof                                    | Streckhof                | Wohratalstraße 6 LageFlur: 1, Flurstück: 2/1     | | 1700–1799 (ca.) |       |
| Informationstafel zur Hunburg (Bodendenkmal) | Hunburg                  | LageFlur: 2, Flurstück: 26/4                     | Schildförmiger fränkisch-karolingischer befestigter Königshof (Curtis) des Amöneburg-Seelheimer Reichsgutbezirkes. Von der 1936 ergrabenen im Wald gelegenen Anlage sind noch ein Spitzgraben, das ca. 11 m große Kellerloch eines Hauses oder Turmes sowie teilweise der Wall zu erkennen. | 740 (um)        |       |
| Bild gesucht BW                              | Katharinabrunnen         | Außerhalb Ortsanlage LageFlur: 2, Flurstück: 1/2 | Im Inneren findet sich das Sandsteingewölbe von 1779 mit Becken, welches durch die hier entspringende Quelle gespeist wird. Diente bis zum Bau von Wasserleitungen (1926) als allgemein zugängliche Wasserstelle.                                                                           | 1700–1779 (ca.) |       |